# تكوين هيل كريك
تكوين هيل كريك (بالإنجليزية: The Hell Creek Formation)‏ هو شعبة صخورٍ مدروسة بكثافة، تعود معظمها إلى الطباشيري المتأخر وبعضها إلى البالوسيني وتقع في شمال أمريكا، سميت باسم المنكشفات الصخرية المدروسة على طول هيل كريك بالقرب من جورادن (مونتانا)، يمتد التكوين إلى أجزاء من مونتانا، داكوتا الشمالية، داكوتا الجنوبية ووايومنغ. في مونتانا يقع تكوين هيل كريك فوق تكوين فوكس هيلز. موقع معلم عمود بومباي الوطني هو جزء صغير معزول من تكوين هيل كريك.
التكوين عبارة عن سلسلة من صخور صلصال مياهٍ عذبة وخضماء، صخور طينية وصخور رملية تراكمت أثناء عصري الماسترخي والداني (على التوالي، نهاية الحقبة الطباشيرية وبداية عصر الباليوجين) بواسطة نشاط نهري في قنوات نهر متذبذبة ودلتات وفي أحيان قليلة جدا ترسبات خث المستنقعات على طول الحافة القارية الشرقية منخفضة السطح المقابلة للطريق البحري الغربي الداخلي. كان المناخ معتدلا، ويشير تواجد التمساحيات إلى مناخ شبه استوائي من دون جو بارد سنوي ذو مدة طويلة. الحدود الطباشيرية- الباليوجينية المشهورة بغناها بالإريديوم والتي تفصل الطباشيري عن حقبة الحياة الحديثة تظهر كطبقة غير مستمرة لكن مميزة فوق التكوين وأحيانا داخله، بالقرب من حدوده مع تكوين فورت يونين العلوي.
توجد أكبر مجموعة في العالم من مستحاثات هيل كريك في متحف جبال روكي ببوزيمان، مونتانا. النماذج المعروضة هي نتيجة لمشروع متحف هيل كريك، وهو مجهود مشترك بين المتحف وجامعة ولاية مونتانا وجامعة واشنطن وجامعة كاليفورنيا (بركلي) وجامعة داكوتا الشمالية وجامعة كارولاينا الشمالية والذي بدأ سنة 1998.

## معرض صور

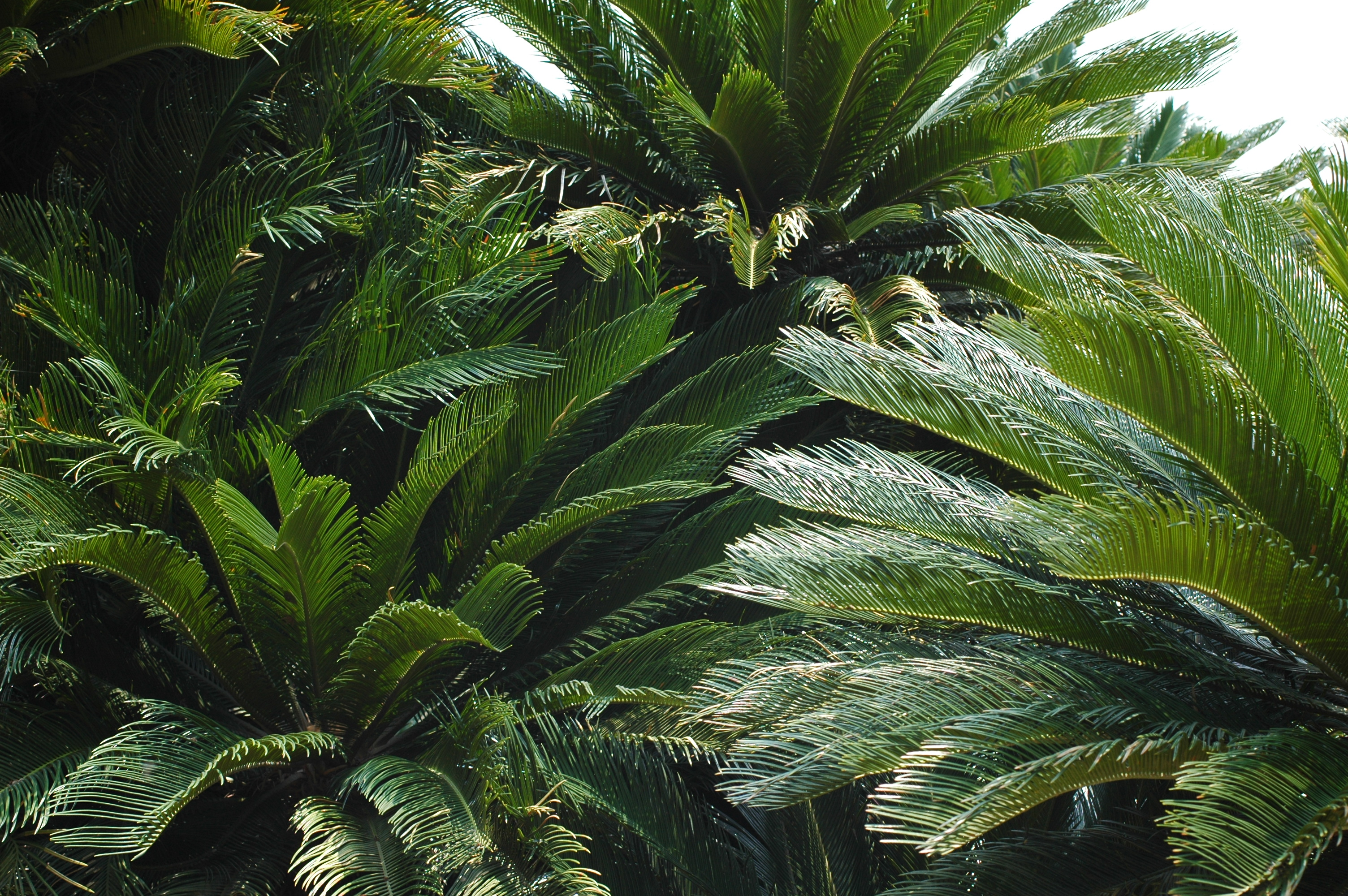
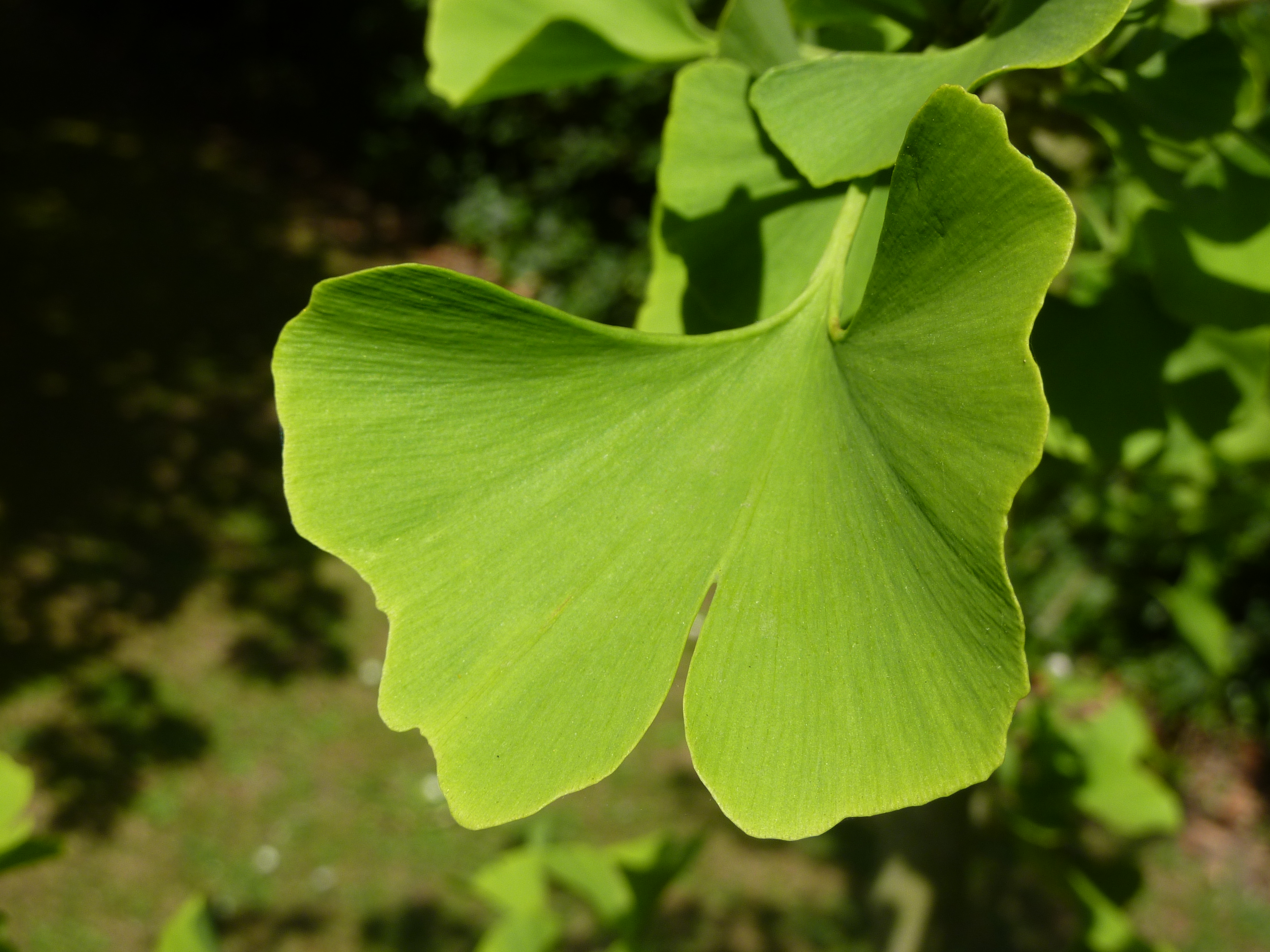
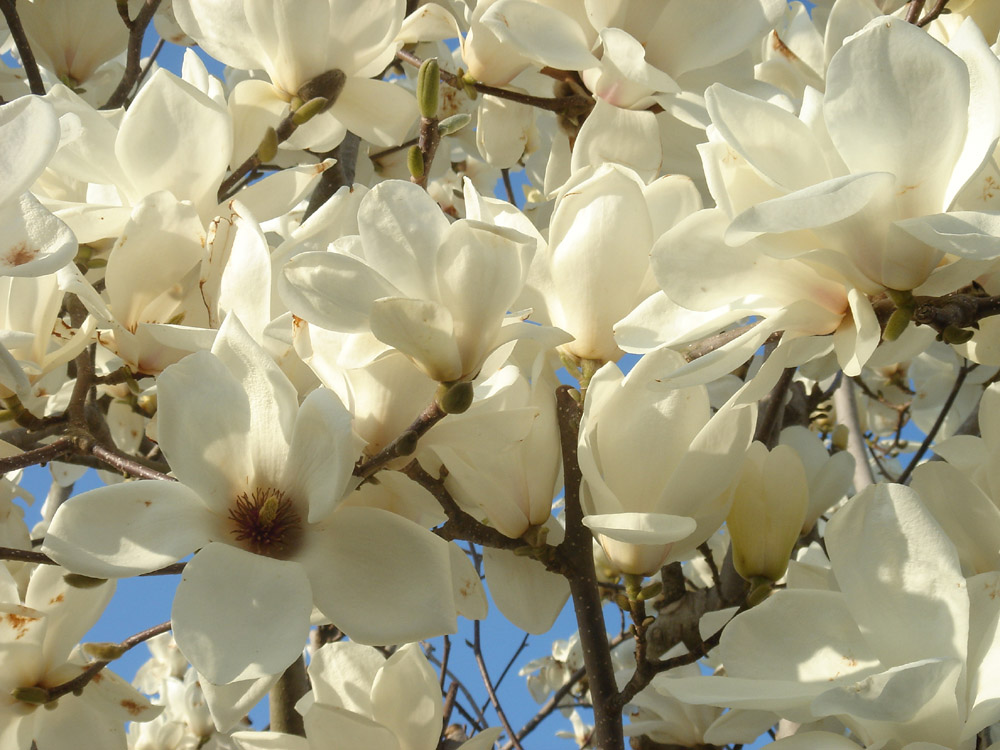
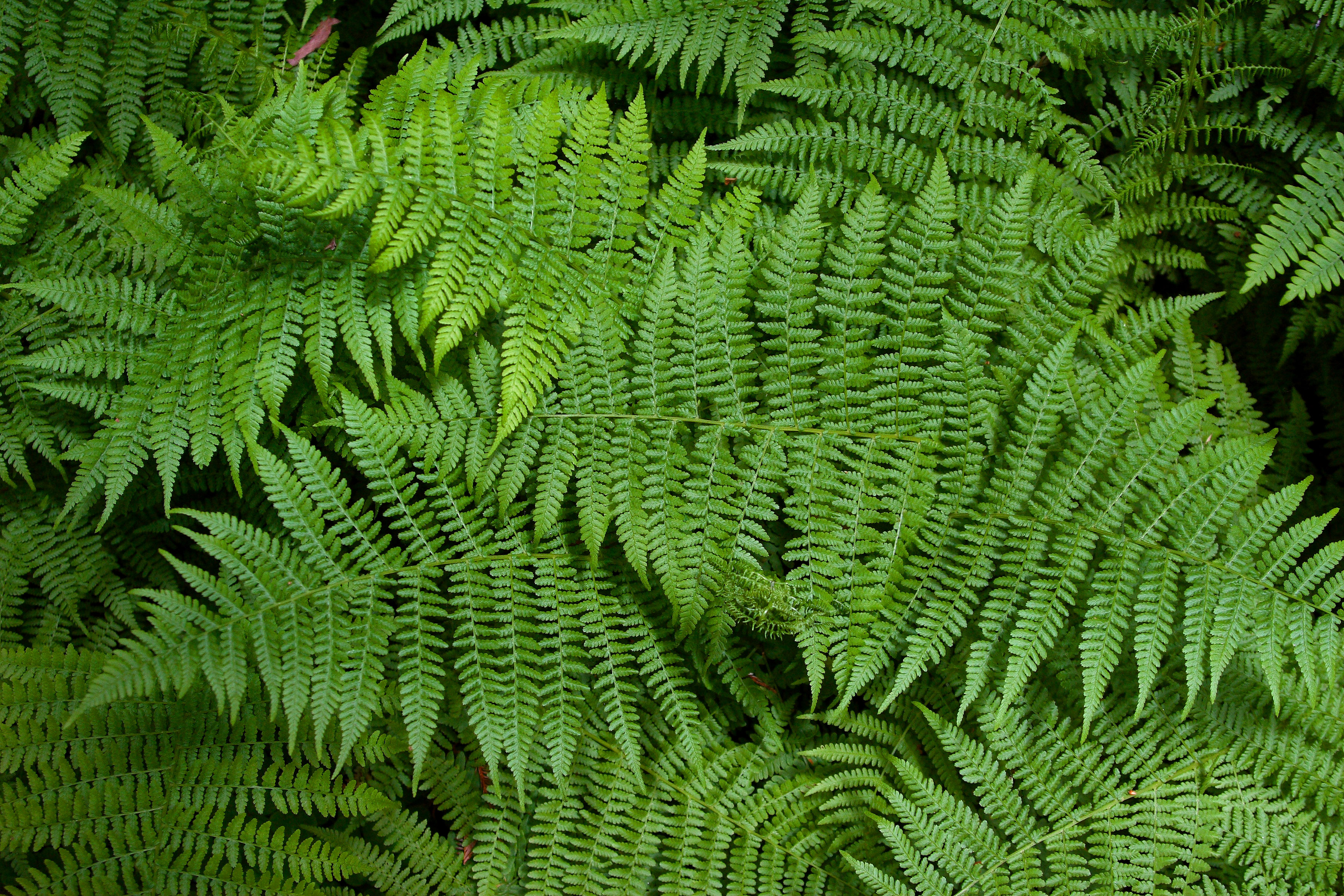